# Гун Цзычжэнь
Гун Цзычжэ́нь (кит. трад. 龔自珍, упр. 龚自珍, пиньинь Gōng Zìzhēn, 22 августа 1792 — 26 сентября 1841) — китайский философ-неоконфуцианец, видный представитель Чанчжоуской школы, поэт и писатель времён империи Цин. Теоретические взгляды его не были систематизированы и нашли выражение во множестве небольших по объёму эссе, выпущенных в свет после кончины.
Происходил из семьи высокопоставленного чиновника. В 1829 году был удостоен высшей учёной степени цзиньши, дослужился до секретаря государственной канцелярии Нэйгэ. В 1830 году вместе с Линь Цзэсюэем и Вэй Юанем организовал поэтическое общество, близкое Сюньнаньской школе; они считали гуманитарные науки, а также изящную словесность, служащей интересам государственного управления. Гун Цзычжэнь был одним из ранних теоретиков реформ, который ратовал за социально-экономическую модернизацию Китая, и считал возможным изменение социальных норм, включая бинтование ног. Согласно его мнению, своевременное политико-правовое реагирование на рождаемые жизнью новшества способно сохранить трон навечно. Неоконфуцианские идеи Гун Цзычжэня оказали влияние на более поздних китайских интеллектуалов-реформаторов, среди которых Кан Ювэй и Лян Цичао.

## Биография
Происходил из знатной семьи. Родился в уезде Жэньхэ (территория современного Ханчжоу) провинции Чжэцзян, где представители семьи Гун в течение трёх поколений занимали должности в местных государственных учреждениях. Был сыном провинциального чиновника Гун Ли. В 1800 году вместе с семьёй переехал в Пекин. Здесь Гун Цзычжэнь получил классическое образование. В 1811 году попытался сдать государственный экзамен, но не получил ученой степени. После этого некоторое время жил в Сучжоу в семье сестры. В 1813 и 1816 годах пытался добиться более значимых должностей в Пекине, но безрезультатно. Только удачный брак дал Гун Цзычжэню надежду на продвижение по карьерной лестнице. С 1818 года он работал на различных должностях императорского правительства. В 1829 году получил степень цзиньши. В 1839 году ушёл в отставку, переехал в Даньян провинции Цзянсу, где 26 сентября 1841 года скоропостижно скончался.
В 1830 году вместе с Линь Цзэсюем и Вэй Юанем основал Сюньнаньское поэтическое общество. Гун Цзычжэнь отмечал опасность потери духовной основы общества, агитировал за политико-правовую реформацию. Был сторонником идеи связи традиционной науки с теорией государственного управления. Выступал против неравномерного распределения богатств и большого разрыва между богатыми и бедными. Во время Первой опиумной войны требовал запрета ввоза опиума в Китай.

## Творчество
Начал писать стихи с 15 лет. В течение своей жизни он написал в общей сложности 27 томов поэтических трудов, а также более 300 статей и около 800 песен.
Гун Цзычжэнь обладал своеобразной манерой сложения стихов. Охотно использовал редкие слова, любил использовать буддийскую лексику. Поэтическая речь Гун Цзычжэня усложнена, зачастую иносказательна.
В его знаменитый цикл «Разные стихи 1839 года» вошли 315 четверостиший, которые он написал в 1839 году по пути в Ханчжоу. В этих стихах он описывал то что видел по дороге: достопримечательности, праздники, обряды и т. п. Значительное внимание он уделял социальным темам и критике власти.
Неоконфуцианские идеи Гун Цзычжэня оказали влияние на более поздних китайских интеллектуалов-реформаторов, среди которых Кан Ювэй и Лян Цичао.

## Память
В 1990 году в Ханчжоу открылся дом-музей Гун Цзычжэня. Он расположен в восточной части города, по адресу: переулок Мапо, № 6. Общая площадь комплекса — около 700 м², в том числе построек — 498 м². Дом представляет собой типичный городской особняк эпохи Цин, и носит собственное имя «Сад Сяоми» (小米园); когда-то он принадлежал Ван Вэйсо — земляку мыслителя. После реставрации 1988—1989 годов дом был включён в городской список охраняемых культурных ценностей. Главный павильон двухэтажный, нижний уровень занят залой, наверху расположено пять комнат, во внутреннем дворе имеется пруд и сад камней. В главной зале павильона Сяоми установлен бронзовый бюст Гун Цзычжэня.

Дом-музей Гун Цзычжэня
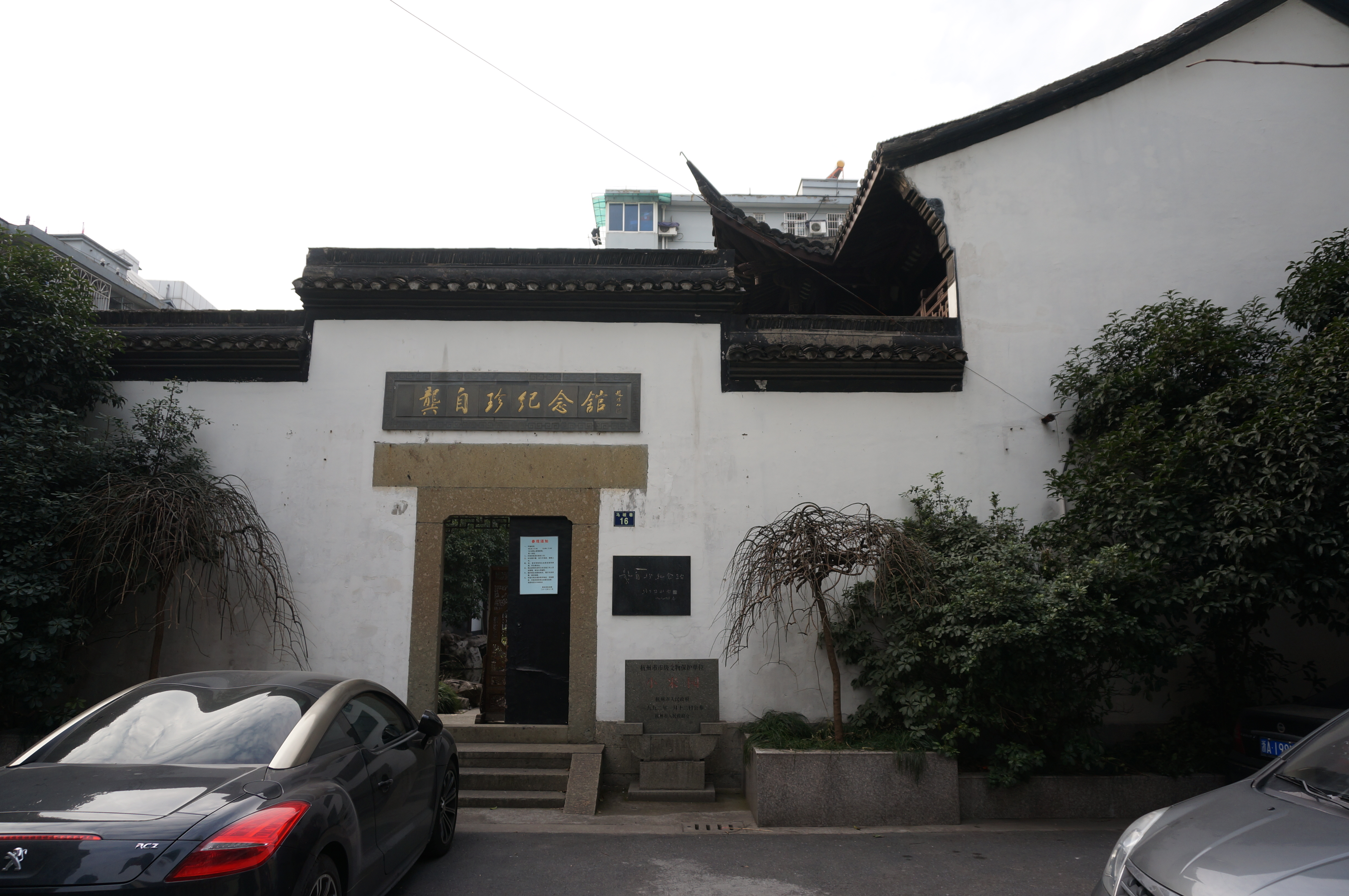
Главный (восточный) вход
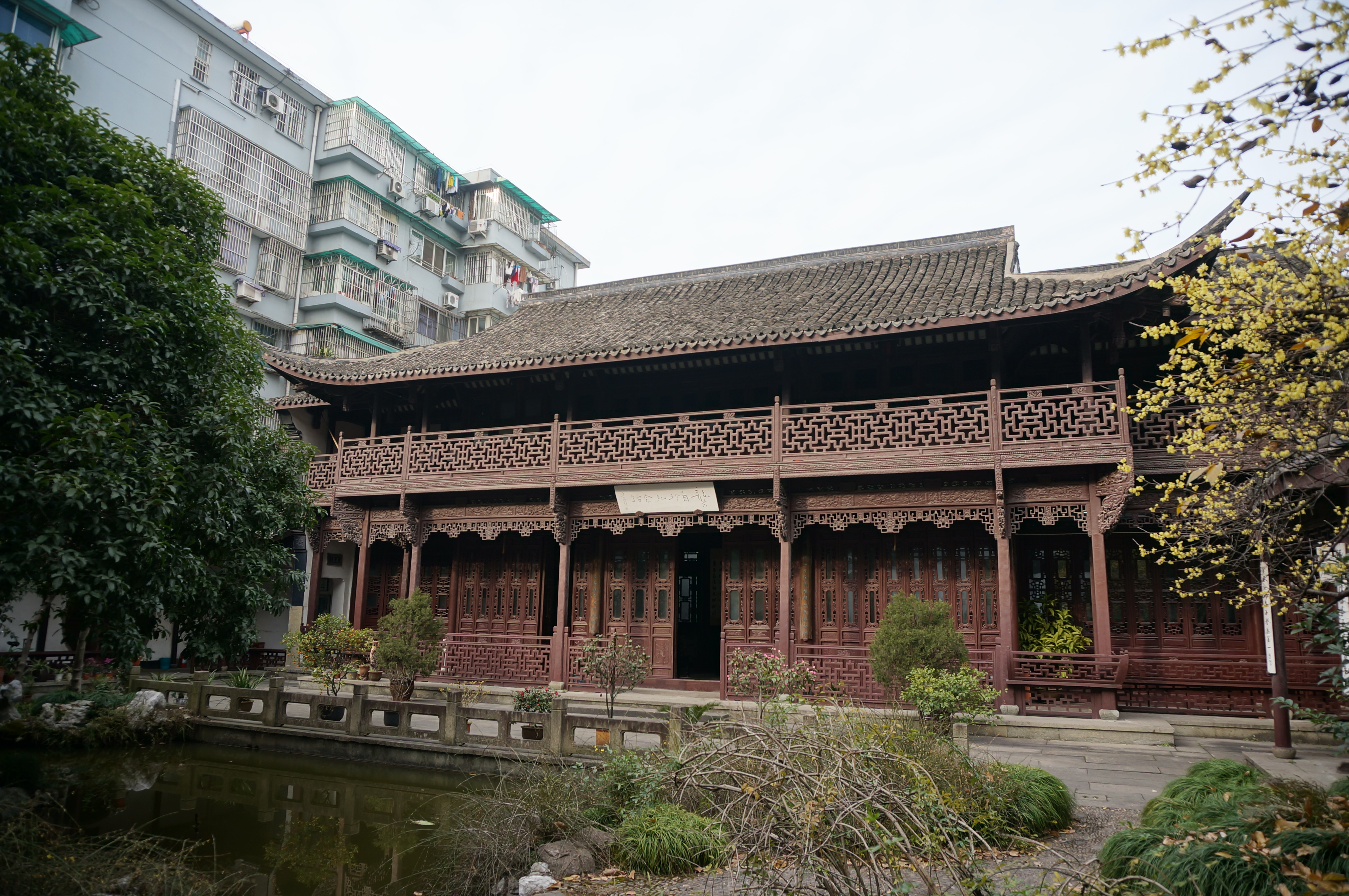
Павильон Сяоми
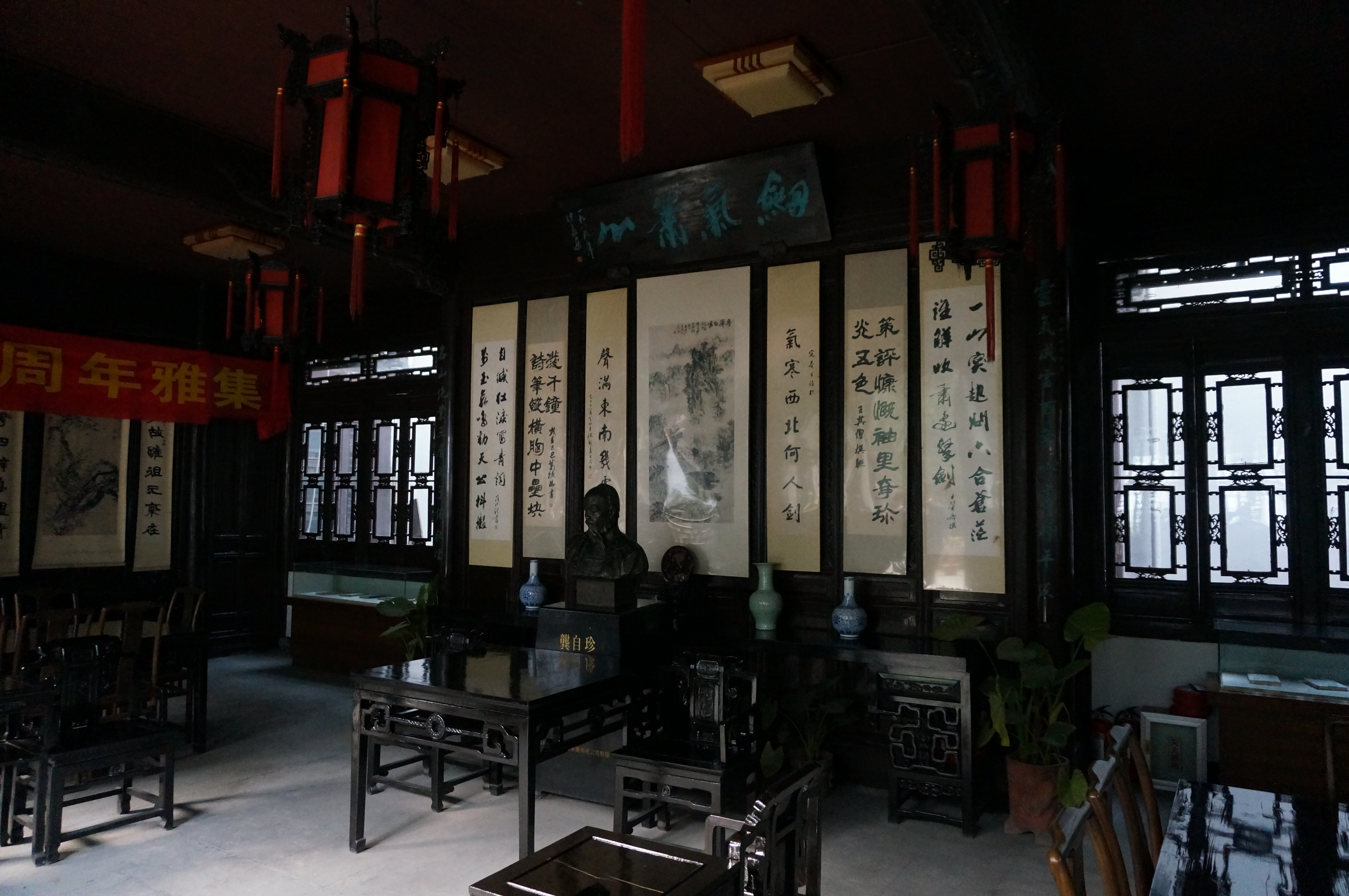
Зала в павильоне Сяоми
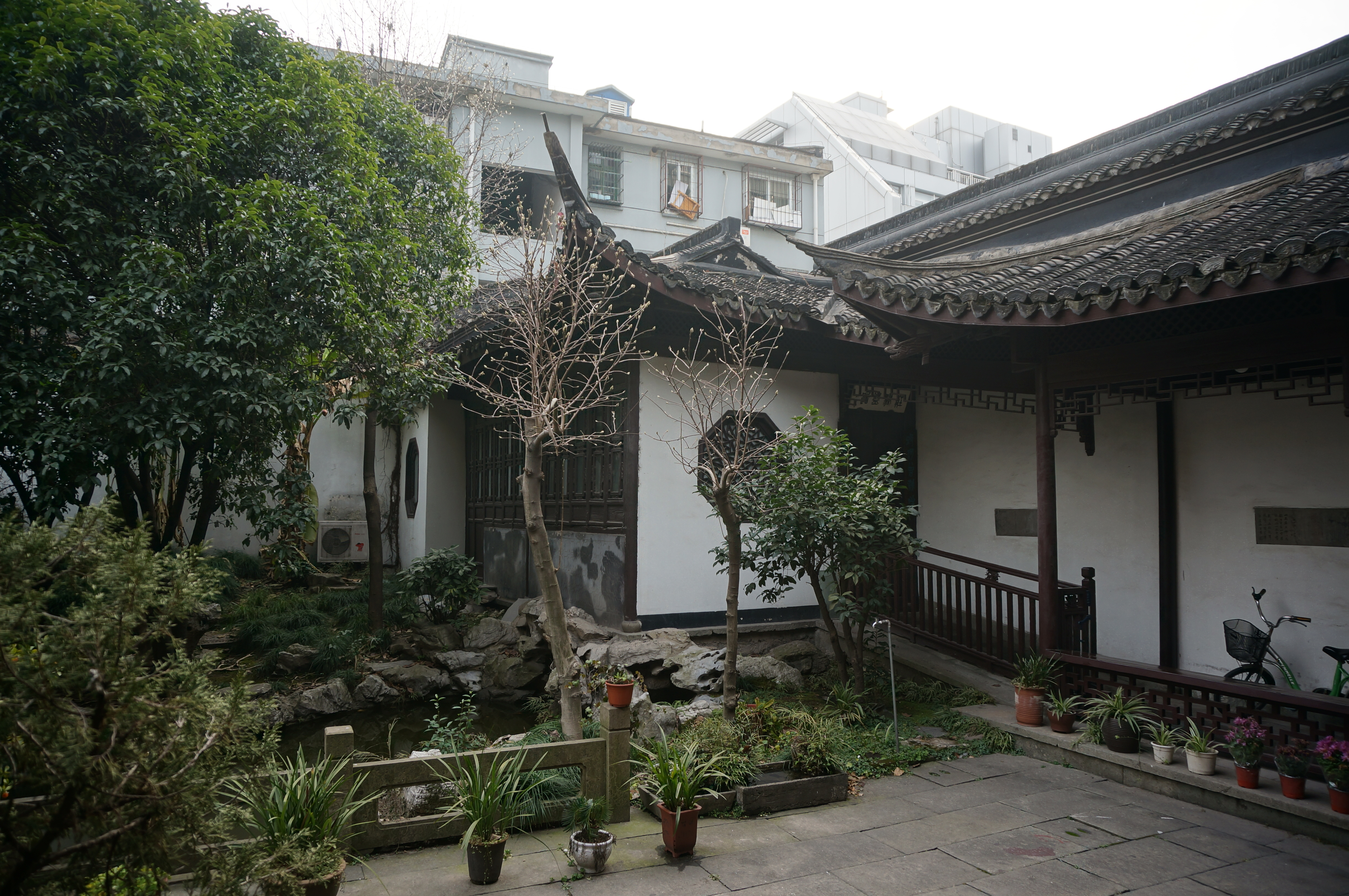
Сад камней и юго-западный павильон